# Selva (Santiago del Estero)
Pour les articles homonymes, voir Selva.
Selva est une ville de la province de Santiago del Estero, en Argentine, et le chef-lieu du département de Rivadavia.
La ville se trouve à l'extrémité sud-est de la province.